# Mosteiro de Santo Agostinho (Erfurt)
O Mosteiro de Santo Agostinho, (Augustinerkloster em alemão), em Erfurt, no centro da Alemanha, é um antigo complexo de igrejas e monastérios do século XIII. O espaço tem quase um hectare de tamanho. Foi construído por monges agostinianos, uma ordem da Igreja Católica. É mais conhecido como o antigo lar de Martinho Lutero (1483-1546), o pai da Reforma, que morou lá como monge de 1505 a 1511.

## Galeria

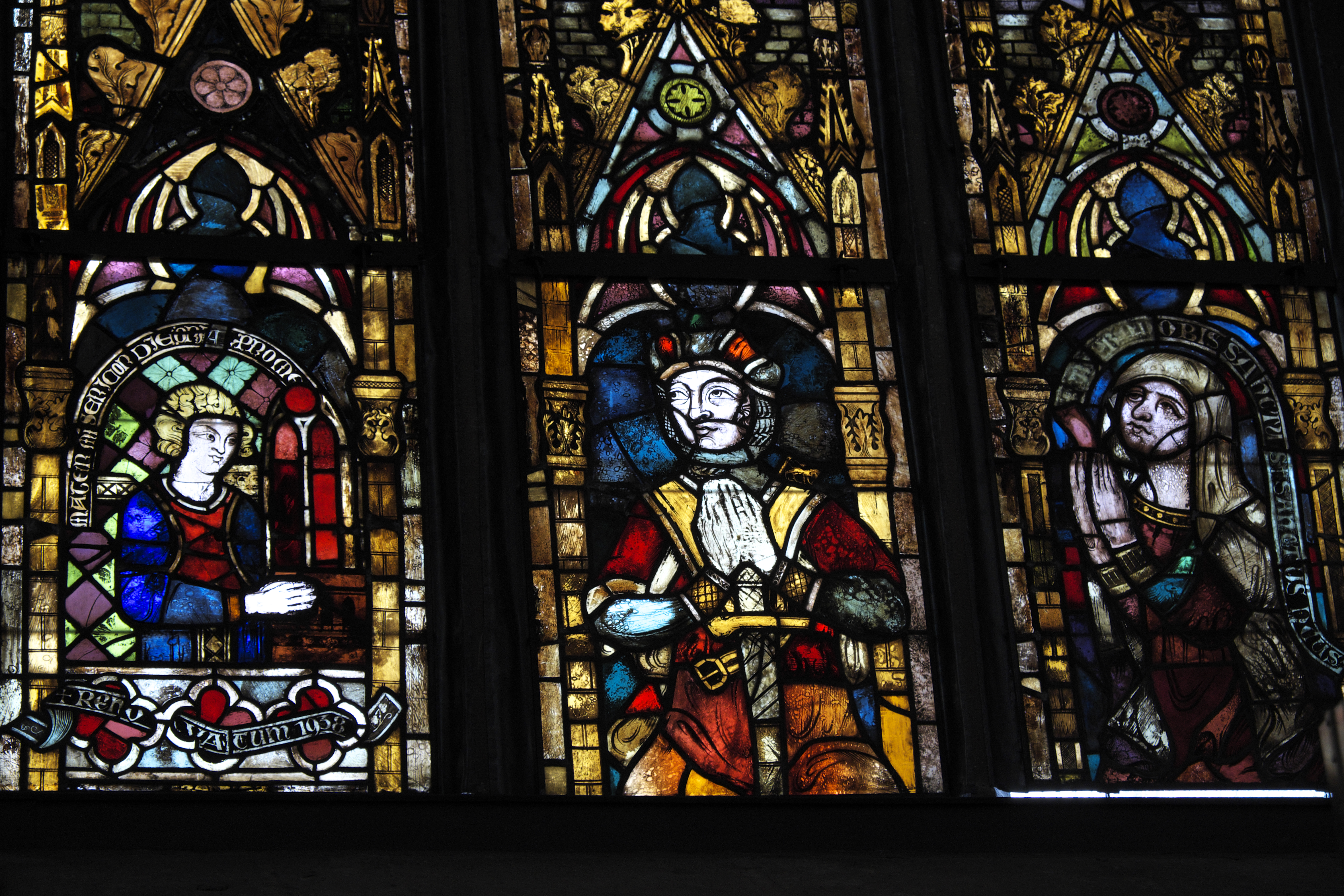
Vitrais c.1310-1340, Igreja de Santo Agostinho
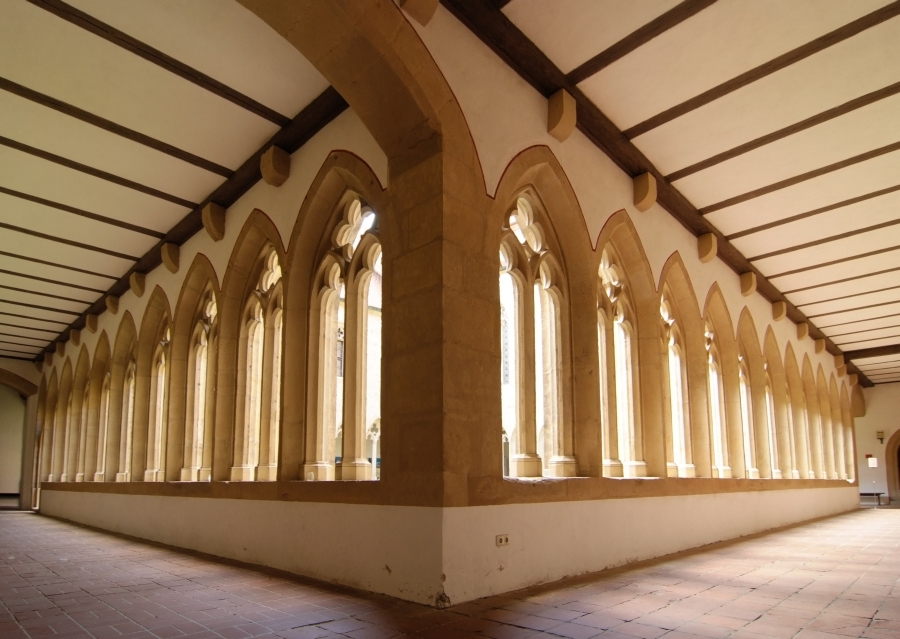
Claustro na Igreja de Santo Agostinho
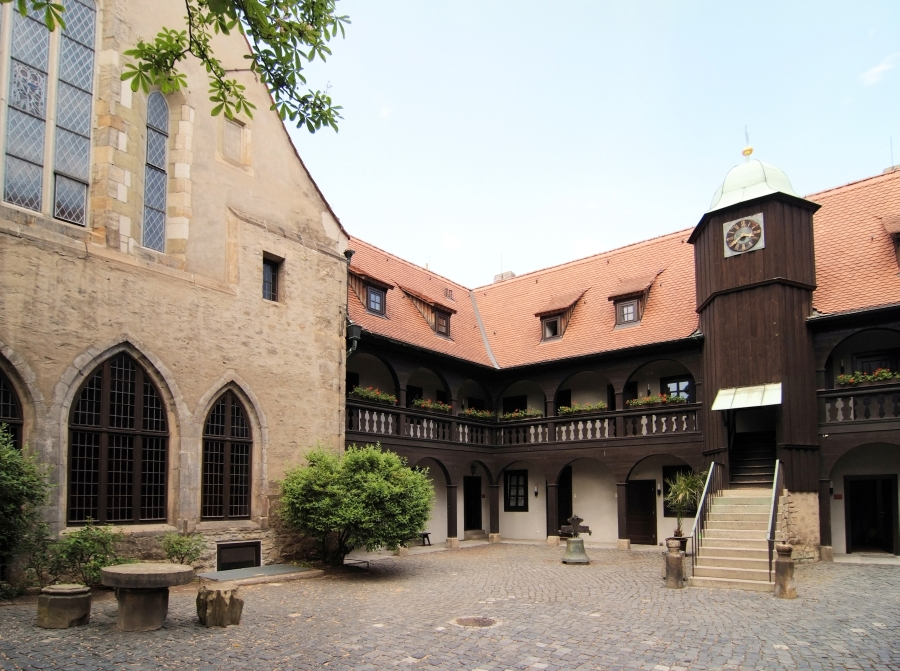
Pátio, por Martina Nolte
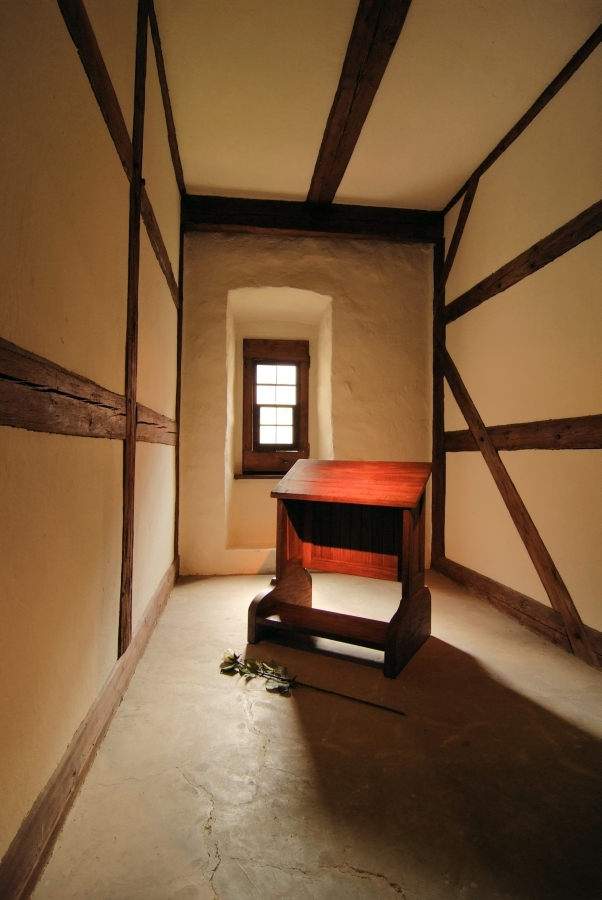
A "célula de Lutero", em Erfurt por Martina Nolte
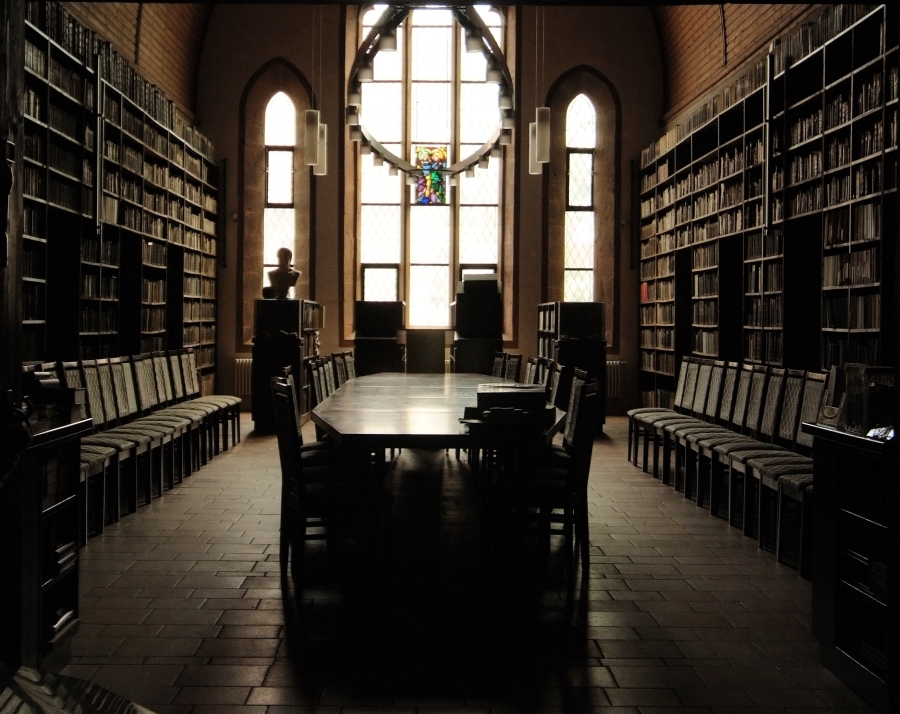
A biblioteca histórica do Ministério Evangélico, por Martina Nolte
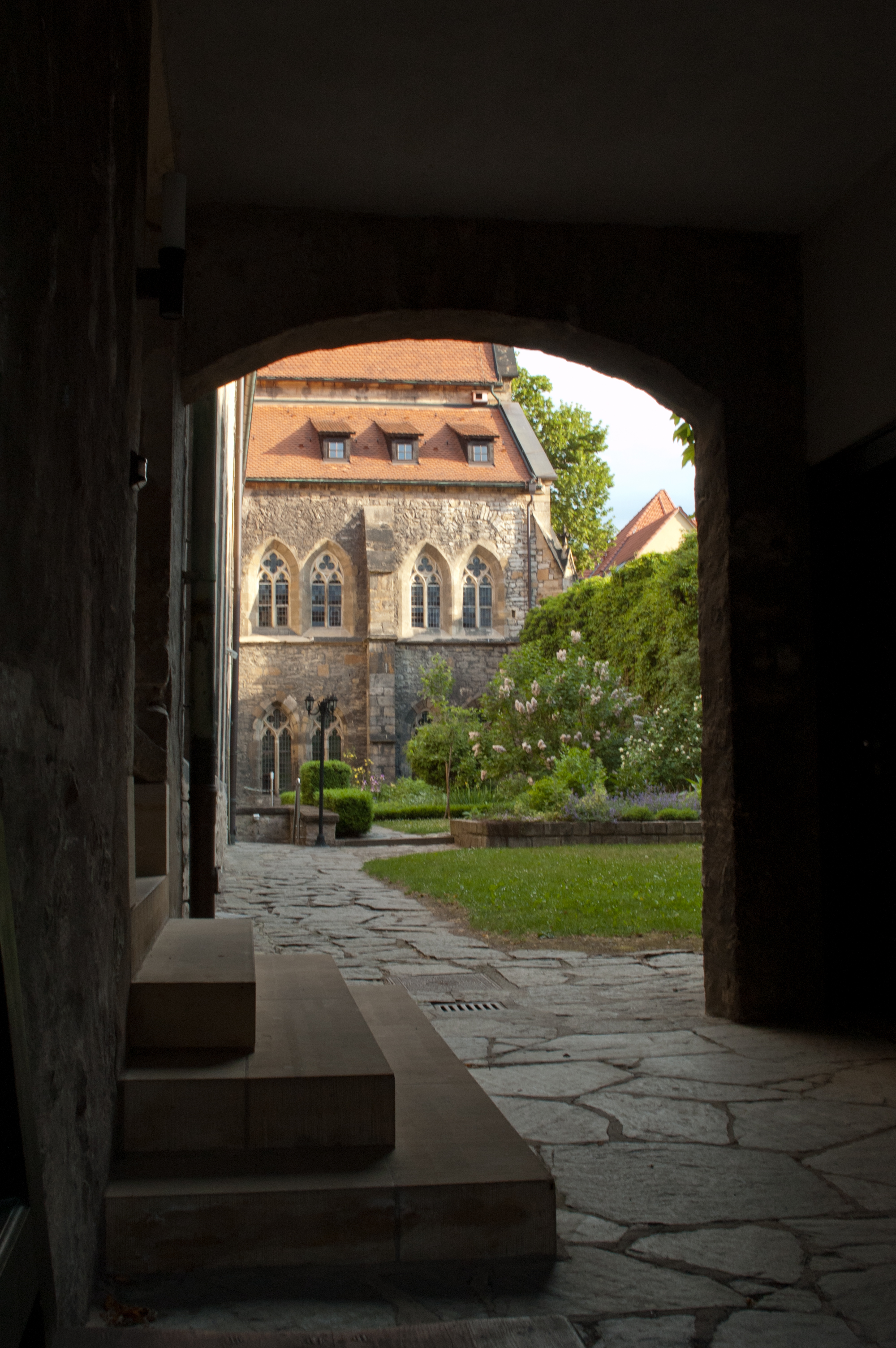
Portal, Erfurt
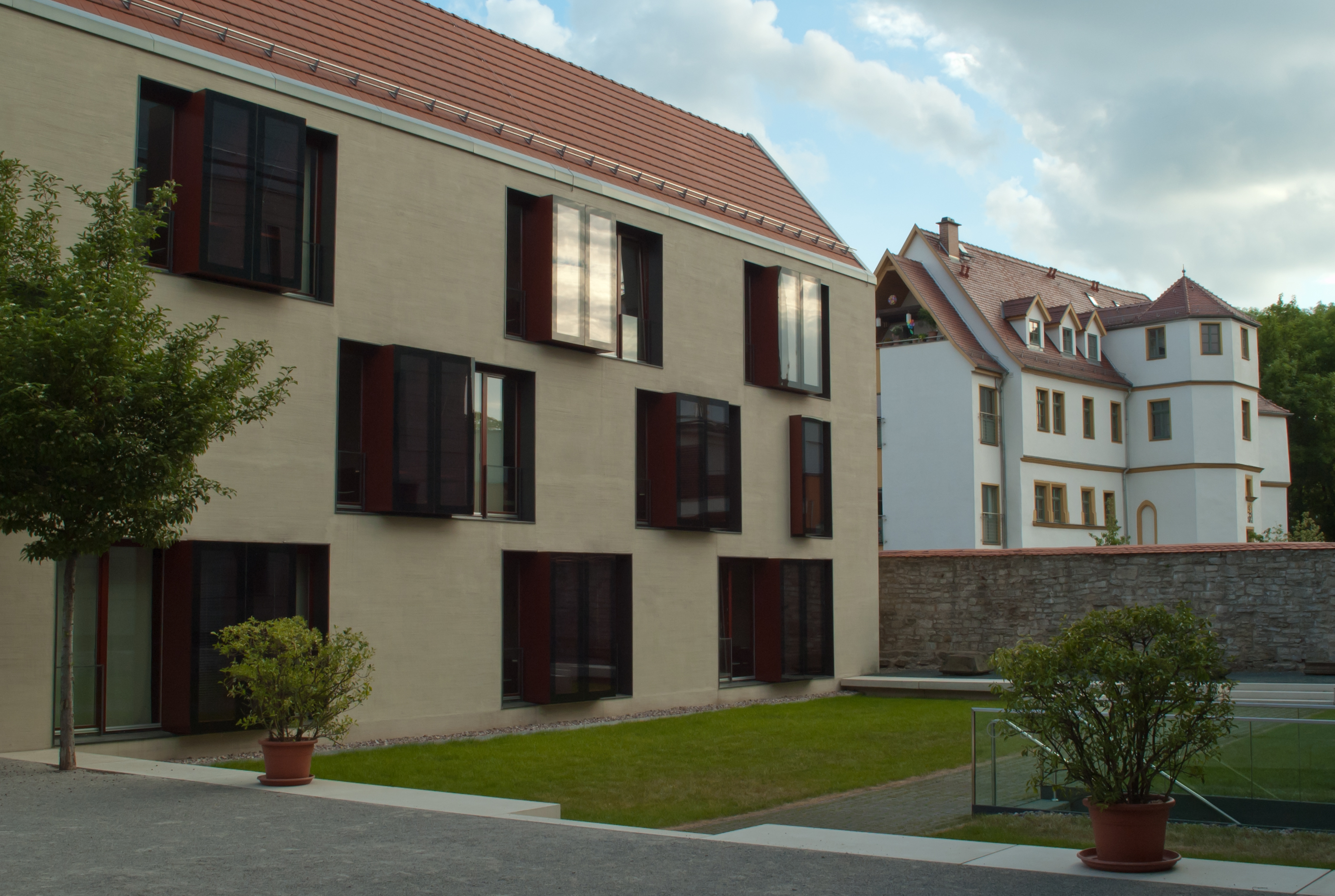
Casa de hóspedes "Waidhaus"